# Coca Colla
Coca Colla es una gaseosa energizante producida en Bolivia a base de hoja de coca. Lanzada al mercado en julio de 2010, su nombre hace referencia a la bebida Coca-Cola. Fue lanzada de forma oficial en el mercado boliviano como bebida energizante. Se comercializa en envases de plástico de medio litro a un costo unitario de 10 bolivianos (precio hacia julio de 2010).

## Ingredientes
Coca Colla está elaborada a base de extracto de hoja de coca con agua carbonatada, azúcar, cafeína, saborizantes naturales, colorantes autorizados y concertantes.

## Producción
La producción actual se elabora en la planta envasadora de la ciudad de Santa Cruz de la Sierra, la cual produce 2.000 envases de medio litro por día que se distribuyen a los mercados de las ciudades de La Paz, Cochabamba y Santa Cruz. Actualmente Coca Colla proyecta instalar una segunda planta envasadora con capacidad para producir 8.000 envases diarios.